# Silkeborg Tekniske Gymnasium
Silkeborg Tekniske Gymnasium eller HTX Silkeborg ligger i den nordlige del af Silkeborg, nærmere betegnet i industrikvarteret. HTX Silkeborg ligger i forbindelse med Silkeborg Tekniske Skole, men har ikke andet med den at gøre end delt kantine og udlån af værktøj/maskiner fra div. tekniske uddannelser.
Silkeborg Teknisk Gymnasium tilbyder 4 linjer. International, Science/IT, Teknologi/Design og Bioscience-linjen.
HTX Silkeborg lægger vægt på et nært samarbejde imellem elever og lærer. På HTX Silkeborg går der 270 elever, heraf 25% piger. (08-03-2013)

## IT på skolen
Skolen har omkring 50 stationære computere til rådighed, derudover er der trådløst netværk over hele skolen, så der er mulighed for, at man kan koble sig på med en bærbar computer. Det kræves selvfølgelig at man har netværkskoden, som bliver udleveret ved studiestart.